# Carex valbrayi
Carex valbrayi är en halvgräsart som beskrevs av Augustin Abel Hector Léveillé. Carex valbrayi ingår i släktet starrar, och familjen halvgräs. Inga underarter finns listade i Catalogue of Life.